# Association internationale de bibliophilie
L'Association internationale de bibliophilie (AIB) est une société de bibliophiles dont l'objectif est de servir de lien permanent entre les bibliophiles de tous pays, qu'ils appartiennent ou non à une société de bibliophiles, et de faciliter l'organisation de rencontres internationales, comme des expositions ou des congrès.
Elle est fondée le 10 octobre 1963 en France. L'idée d'une association internationale de bibliophiles est d'abord exposé au Premier Congrès International de Bibliophilie, tenu à Munich en 1959. Elle est ensuite approfondie lors du Second Congrès tenu à Paris en septembre et octobre 1961, durant lequel Julien Cain, administrateur général de la Bibliothèque nationale de France, fut nommé pour présider un conseil administratif provisoire dont la tâche était de rédiger les statuts d'une telle organisation, assisté de plusieurs collectionneurs et spécialistes renommés mondialement. Au Troisième Congrès tenu à Barcelone, en 1963, les propositions de Cain furent adoptés formellement et l'AIB dut finalement constituée en tant qu'entité légal "à but non lucratif". Elle est basée à Paris à la Bibliothèque nationale de France, et son secrétariat est situé à la Bibliothèque de l'Arsenal
Son premier président est Julien Cain. Ses successeurs sont Frederick B. Adams Jr de 1974 à 1983, puis Anthony Hobson de 1985 à 1999, le Comte d'Orgaz de 1999 à 2006, et enfin, Thomas Kimball Brooker de 2006 à 2013. L'actuel président de l'AIB est Jean Bonna.
Le Bulletin du bibliophile, plus ancien journal bibliophile toujours imprimé, fut fondé en 1834 et est actuellement publié sous l'égide de l'AIB.